# Medalha "Pela Vitória sobre o Japão"

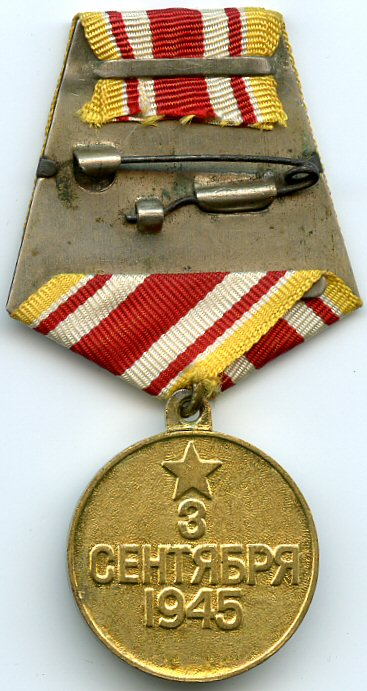
Verso da Medalha "Pela Vitória sobre o Japão"

A Medalha "Pela Vitória sobre o Japão" (em russo:  Медаль «За победу над Японией») foi uma medalha de campanha da União Soviética estabelecida em 30 de setembro de 1945 por decreto do Presidium do Soviete Supremo da União Soviética para comemorar a vitória Soviética sobre o Império do Japão na Guerra Soviético-Japonesa no final da Segunda Guerra Mundial. O estatuto da medalha foi posteriormente alterado em 18 de julho de 1980 por decreto do Presidium do Soviete Supremo da URSS № 2523-X.

## Estatuto da medalha
A Medalha "Pela vitória sobre o Japão" foi concedida a todos os militares e membros do pessoal civil das unidades e formações do Exército Vermelho, da Marinha e das tropas do NKVD, que participaram diretamente das hostilidades contra os imperialistas japoneses no Extremo Oriente, como parte da 1ª ou 2ª Frente do Extremo Oriente ou Frontes Transbaikal, a Frota do Pacífico ou a Flotilha do Rio Amur; aos militares dos escritórios centrais do Comissariado do Povo para a Defesa, do Comissariado do Povo da Marinha da URSS e do NKVD, que participaram do planejamento das operações das tropas soviéticas no Extremo Oriente.
A medalha foi concedida em nome do Presidium do Soviete Supremo da URSS, com base em documentos que atestam a participação efetiva em operações de combate ao Japão emitidas por comandantes de unidade ou pelo chefe de um estabelecimento médico militar. Destinatários servindo nas forças armadas do Exército Vermelho, Marinha e tropas do NKVD receberam a medalha de seu comandante de unidade, os aposentados do serviço militar receberam a medalha de um comissário militar regional, municipal ou distrital na comunidade do receptor.
A medalha "Pela vitória sobre o Japão" foi usada no lado esquerdo do peito e na presença de outras premiações da URSS, foi localizada imediatamente após a Medalha do Jubileu "Trinta Anos de Vitória na Grande Guerra Patriótica de 1941-1945" Se usado com ordens ou medalhas da Federação Russa, o último tem precedência.

## Descrição da medalha
A medalha "Para a vitória sobre o Japão" foi uma medalha de bronze circular de 32 mm de diâmetro com uma borda levantada em ambos os lados. Em seu anverso, o lado esquerdo do busto de Joseph Stalin cercado ao longo da circunferência da medalha (nas laterais e superior) pela inscrição de relevo "PARA A VITÓRIA SOBRE O JAPÃO" (em russo:  «ЗА ПОБЕДУ НАД ЯПОНИЕЙ»). No verso, no topo, uma estrela simples de cinco pontas, sob a estrela, a inscrição em três fileiras "3 SETEMBRO DE 1945" (em russo:  «3 СЕНТЯБЯБ 1945»).
A medalha "Pela vitória sobre o Japão" era presa por um anel através do laço de suspensão da medalha para a montagem pentagonal soviética padrão, comum nas medalhas soviéticas, coberta por uma fita moiré de 24 mm de largura composta por uma faixa vermelha central de 6mm bordada por listras brancas de 3,5mm, listras vermelhas de 2mm, outra listra branca de 1 mm, depois riscas amarelas de 2,5 mm.

## Destinatários (lista parcial)
Os indivíduos abaixo foram todos beneficiários da Medalha "Pela vitória sobre o Japão".
- Marechal da União Soviética Gueorgi Konstantinovich Jukov
- Major Pavel Ivanovich Belyayev
- Marechal da União Soviética Dmitri Feodorovich Ustinov
- Marechal da União Soviética Aleksandr Mikhaylovich Vasilevsky
- Marechal da União Soviética Rodion Yakovlevich Malinovsky
- Marechal da União Soviética Kirill Afanasievich Meretskov
- Coronel-general Nicolai Nilovich Burdenko
- Almirante da Frota Hovhannes Stepani Isakov
- Marechal da União Soviética Ivan Khristoforovich Bagramyan
- Tenente-coronel Philipp Mishelevich Tseitlyn
- Tenente German Alexeevich Tatarinov
- General do exército Sergei Matveevich Shtemenko
- General do exército Semion Pavlovich Ivanov
- Cientista e engenheiro Mikhail Borisovich Golant
- Artista Homenageado da RSFSR Boris Sergeevich Ugarov
- Líder norte-coreano Kim Il-sung